# Plumularia margaretta
Plumularia margaretta is een hydroïdpoliep uit de familie Plumulariidae. De poliep komt uit het geslacht Plumularia. Plumularia margaretta werd in 1900 voor het eerst wetenschappelijk beschreven door Nutting. 